# Karácsony a Jokerrel
A Karácsony a Jokerrel, második szinkronban Karácsony Jokerrel (eredeti cím: Christmas with the Joker) a Batman: A rajzfilmsorozat első évadjának harmincnyolcadik része. Amerikában 1992. november 13-án mutatták be.

## Cselekmény
December 25-én, karácsony napján Joker megszökik az Arkham Elmegyógyintézetből. Ezalatt az idő alatt mindenki ünnepel, kivéve Batman. Ő még ekkor is a bűnözőket próbálja elfogni, habár minden békés. Robin győzködi barátját, hogy ők is ünnepeljenek és nézzék meg Az élet csodaszép című Frank Capra-filmet. Épp otthon vannak, amikor az adás megszakad és Joker jelenik meg. Három túsza is van: Harvey Bullock, James Gordon és Summer Gleeson. Joker ki akarja szórakozni magát, s különböző tréfával "lepi meg" Batmant és Robint, ezek rendszerint életveszélyesek. Végül aztán több hajmeresztő kaland után a két szuperhős elfogja Jokert és kiszbadítja a túszokat. Az epizód végén még az Az élet csodaszépet is megnézik.

## Szereplők
| Szereplő             | Eredeti hang    | Magyar hang        | Magyar hang        |
| Szereplő             | Eredeti hang    | 1. magyar változat | 2. magyar változat |
| -------------------- | --------------- | ------------------ | ------------------ |
| Batman / Bruce Wayne | Kevin Conroy    | Rosta Sándor       | Sótonyi Gábor      |
| Harvey Bullock       | Robert Costanzo | Melis Gábor        | Várkonyi András    |
| James Gordon         | Bob Hastings    | Szokolay Ottó      | Forgács Gábor      |
| Alfred Pennyworth    | Clive Revill    | Makay Sándor       | Makay Sándor       |
| Joker                | Mark Hamill     | Kassai Károly      | Háda János         |
| Summer Gleeson       | Mari Devon      | Radó Denise        | Németh Kriszta     |
| Robin / Dick Grayson | Loren Lester    | Tahi József        | Moser Károly       |

## Érdekességek
- A rész elején kiderül, hogy Batman sohasem látta Az élet csodaszép című filmet, mondván nem tudott túljutni a címén.
- Joker hangját Mark Hamill kölcsönözte, ki Luke Skywalkert alakította a Csillagok háborúja klasszikus részeiben.